# 猫王物种
猫王物种（Elvis taxon），意為古生物学上人们认为已经灭绝的某个物种，但卻在某个地方被發现疑似其殘存的後代；只是经过鉴定之後发现那其实不是灭绝物种的残留，而是另外一个僅僅外貌相似、演化上卻毫不相关（趨同演化）的物种。其相對應的词彙為拉撒路物種（Lazarus taxon)。而侏罗纪的海百合（學名：Lobothyris subgregaria）便是一种典型的猫王物种。
猫王物种得名于已故美国摇滚歌手埃尔维斯·普雷斯利（Elvis Presley），即猫王。貓王物種的意義源自猫王死后，很多人多次声称看见他在某地出现，并出现了很多仿冒者。

## 參閱
- 趨同演化
- 滅絕
- 拉撒路物種
- 活化石
- 白喉秧雞